# Justiční kandidát
Justiční kandidát je v České republice právník, absolvent právnické fakulty, který se praxí u soudu připravuje na jmenování soudcem.
Justiční kandidát od roku 2022 nahradil dosavadní institut justičního čekatele. Zatímco justiční čekatel se připravoval na složení odborné justiční zkoušky a jeho praxe trvala alespoň tři roky, justiční kandidát ji má již složenou a jeho odborná příprava trvá jeden rok. Poté se může zúčastnit výběrového řízení na funkci soudce.

## Výběrové řízení
Justičním kandidátem se může stát jen ten, kdo splňuje tyto předpoklady:
- státní občanství České republiky,
- plná svéprávnost a bezúhonnost,
- české vysokoškolské magisterské vzdělání v oblasti práva,
- složení odborné justiční zkoušky a
- úspěšné absolvování výběrového řízení na pozici justičního kandidáta.

Zájemce o přijetí do přípravné služby justičních kandidátů musí podle vyhlášky č. 516/2021 Sb. nejdříve projít vstupním písemným testem, v němž se ověřují základní odborné znalosti uchazeče a který organizuje Justiční akademie, a být také zaregistrován do centrální evidence u ministerstva spravedlnosti. Vlastní výběrové řízení vyhlašuje předseda krajského soudu po projednání s ministerstvem spravedlnosti podle očekávané potřeby obsazení volných míst v obvodu daného krajského soudu a zahrnuje další písemný test (místo tohoto testu je možné jako nutné kritérium stanovit určitý počet bodů ze vstupního testu) a pohovor před komisí příslušného krajského soudu, v němž se celkově hodnotí předpoklady pro výkon přípravné služby justičního kandidáta. Podle jejího návrhu pak předseda krajského soudu definitivně rozhodne o přijetí či nepřijetí uchazeče do přípravné služby justičního kandidáta.